# Falcaria (insecte)
Pour le genre de plantes du même nom, voir Falcaria (plante).
Genre
Falcaria est un genre de lépidoptères (papillons) de la famille des Drepanidae.
Ce genre ne comprend, en Europe, qu'une seule espèce :
- Falcaria lacertinaria (Linnaeus, 1758)